# Ditaxis manzanilloana
Ditaxis manzanilloana là một loài thực vật có hoa trong họ Đại kích. Loài này được (Rose) Pax & K.Hoffm. mô tả khoa học đầu tiên năm 1912.